# Szlif taflowy

Szlif taflowy (table cut) jako jeden z rodzajów szlifów

Szlif taflowy, szlif tablicowy – szlif w jubilerstwie, wykorzystujący ośmiościenne kryształy diamentu. W najprostszej wersji zeszlifowaniu podlegają górny i dolny wierzchołek ośmiościanu, przy czym tafla górna jest większa niż dolna.
Szlif taflowy powszechnie stosowali dawni Indianie, zaś w Europie został rozpowszechniony w XIV wieku przez szlifierzy z Norymbergi.
Współcześnie znanych jest wiele odmian szlifu taflowego.